# Anton Stark
Anton Stark (* 23. August 1929 in Dirgenheim; † 10. Februar 2018) war ein deutscher Jurist und Politiker (CDU).

## Leben und Beruf
Stark wurde als fünfzehntes Kind eines Landwirtes geboren. Nach dem Abitur am Humanistischen Gymnasium in Rottweil studierte er zunächst katholische Theologie in Tübingen, wechselte kurzzeitig an das pädagogische Institut in Schwäbisch Gmünd, bevor er ein Studium der Rechtswissenschaft an den Universitäten in Tübingen und Bonn aufnahm, das er 1959 mit der Promotion zum Dr. jur. über den Begriff des sozialen Rechtsstaats im Grundgesetz und 1960 mit dem zweiten juristischen Staatsexamen beendete. Er war von 1960 bis 1965 als Sozial- und Rechtsreferent beim Landesbauernverband in Stuttgart tätig und wurde 1967 selbständiger Rechtsanwalt in Kirchheim unter Teck. Seit 1961 war er mit Berta Jenninger, einer Schwester des CDU-Politikers Philipp Jenninger, verheiratet. Das Paar hatte zwei Töchter und zwei Söhne.

## Partei
Stark trat 1956 in die CDU ein und war 1963/64 Mitglied im Landesvorstand der Jungen Union Nordwürttemberg.

## Abgeordneter
Stark gehörte dem Deutschen Bundestag von 1965 bis 1990 an. Im Parlament vertrat er von 1965 bis 1980 den Wahlkreis Nürtingen–Böblingen und von 1980 bis 1990 den Wahlkreis Nürtingen. Er war von 1972 bis 1976 stellvertretender Vorsitzender des Ausschusses für Wahlprüfung, Immunität und Geschäftsordnung, von 1980 bis 1983 zunächst stellvertretender Vorsitzender und von 1983 bis September 1984 dann Vorsitzender des Rechtsausschusses.